# Ficus armitii
Ficus armitii är en mullbärsväxtart som beskrevs av George King. Ficus armitii ingår i släktet fikonsläktet, och familjen mullbärsväxter. Inga underarter finns listade i Catalogue of Life.